# Список объектов всемирного наследия ЮНЕСКО в Бутане
В списке Всемирное наследие ЮНЕСКО в Бутане не значится ни одного наименования (на 2012 год), но, по состоянию на 2012 год, 8 объектов на территории Бутан находятся в числе кандидатов на включение в список всемирного наследия. Бутан ратифицировал Конвенцию об охране всемирного культурного и природного наследия 22 июня 2001 года. 

## Кандидаты
В таблице объекты расположены в порядке их добавления в список.
| # | Изображение | Название | Местоположение                                              | Время создания | Год внесения в список | №    | Критерии       |
| - | ----------- | --- | ----------------------------------------------------------- | -------------- | --------------------- | ---- | -------------- |
| 1 |             | Древние руины Друкгьял-дзонг                                                                                                   | Дзонгхаг: Паро                                              | —              | 2012                  | 5694 | iii, iv        |
| 2 |             | Дзонги: центры временной и религиозной власти (Пунакха-дзонг, Вангди-Пходранг-дзонг, Паро-дзонг, Тронгса-дзонг и Дагана-дзонг) | Дзонгхаги: Пунакха, Паро, Вангди-Пходранг, Тронгса и Дагана | —              | 2012                  | 5695 | iii, iv        |
| 3 |             | Священные места, связанные с Пхаджо Другом Жигпо и потомками                                                                   | Дзонгхаги: Тхимпху, Паро, Гаса, Вангди-Пходранг и Пунакха   | —              | 2012                  | 5696 | ii, iv         |
| 4 |             | Тамшинг-лакханг | Дзонгхаги: Бумтанг                                          | -              | 2012                  | 5697 | iii, iv        |
| 5 |             | Королевский национальный парк Манас                                                                                            | Дзонгхаги: Сарпанг, Пемагацел и Жемганг                     | —              | 2012                  | 5698 | vii, ix, x     |
| 6 |             | Национальный парк Джигме Дорджи                                                                                                | Дзонгхаги: Паро, Гаса и Тхимпху                             | —              | 2012                  | 5699 | vii, ix, x     |
| 7 |             | Природный заказник Бумделинг                                                                                                   | Дзонгхаги: Лхунце, Трашиганг и Трашиянгце                   | —              | 2012                  | 5700 | vii, ix, x     |
| 8 |             | Заказник Сактен | Дзокханг: Трашиганг                                         | -              | 2012                  | 5701 | iii, v, vii, x |